# Marko Matić
Marko Matić, hrvatski reprezentativni rukometaš
S mladom reprezentacijom 2007. osvojio je srebro. Hrvatska mlada reprezentacija je za taj uspjeh dobila Nagradu Dražen Petrović.